# Adolf Azoy i Castañé
Adolf Azoy i Castañé (Barcelona, 1901 - Barcelona, 1988) va ser un otorrinolaringòleg català. Va ser catedràtic de la Universitat de Sevilla i de la Universitat de Barcelona, i fou director de l'Hospital Clínic. Va ser membre de la Reial Acadèmia de Medicina, i president de la Societat Catalana de Medicina Aeronàutica i Espacial. Treballà extensament en gairebé tots els camps de la seva especialitat; principalment, en la fisiopatologia dels vertígens, la patologia del vol i els aspectes quirúrgics.
Nascut a Barcelona, seguí l'especialitat del seu pare, l'otorrinolaringologia. De jove es preocupà per la psicologia de l'audició, i treballà amb Emili Mira en els primers anys de l'Institut Psicotècnic de la Generalitat, on estudià els problemes de la psicologia de l'audició. Quan era catedràtic a la Universitat de Sevilla, va optar a la vacant de la càtedra de la Facultat de Medicina de la Universitat de Barcelona quan el titular, Ferran Casadesús i Castells, es va jubilar. Va competir amb Rossend Poch Vinyals, que era catedràtic de la Universitat de Granada. Fou nomenat a finals del 1954, càtedra que va regentar fins a la seva jubilació l'any 1971.
A la Universitat de Barcelona fou l'introductor de l'estudi de l'olfacció, l'audiometria, les exploracions laberíntiques, i la cirurgia dels sins paranasals. També organitzà el servei amb criteris més moderns. Seria secretari de la facultat (en temps de Sánchez Lucas) i director de l'Hospital Clínic (1967-1971) substituint a Usandizaga. El 1969 ingressà a l'Acadèmia de Medicina de Barcelona amb un treball titulat Audiotrauma.
Amb l'entrada d'Azoy es volgué fer "foc nou", i es produí una diàspora de metges del servei. Molts d'ells s'incorporaren al servei de l'Hospital de Sant Pau. Com a professor adjunt hi hagué Manuel Maños Gozalbo, i més tard el professor adjunt seria Josep Traserra Parareda que el substituiria en la càtedra.